# Rubén Acebal Vázquez
Rubén Acebal Vázquez (Gijón, 25 de març de 1973) és un exfutbolista asturià, que jugava de defensa.

## Trajectòria
Va començar a destacar al segon equip de la ciutat, el Gijón Industrial. La temporada 94/95, l'Sporting de Gijón el fitxa per a militar al filial. En l'Sporting B hi romandria tres anys, els dos últims combinant-los amb presències al primer equip: de fet, la temporada 95/96 hi juga 13 partits a primera divisió, i 11 a l'any següent. Pujat definitivament al primer equip, Acebal no comptarà amb massa oportunitats a l'Sporting, ni a la màxima categoria, ni a Segona Divisió.
A mitjans de la temporada 99/00 deixa Gijón i recala a la Gimnástica Segoviana, de Segona B, on juga 16 partits. L'estiu del 2000 fitxa pel Motril CF, on disputaria 29 partits eixe any. Seria el primer d'un seguit d'equips andalusos pels quals militaria l'asturià: Almeria (01/02), Granada CF (02/04) i Roquetas (04/06). Després de finalitzar la campanya 05/06, Acebal hi penjaria les botes.